# トウキョウ・バイス
『トウキョウ・バイス』（TOKYO VICE）は、1988年6月25日にポリドールから発売されたOVA。

## 概要
ポリドールのOVA参入第1作。日本ビクターの『戦国奇譚妖刀伝』に続いて南町奉行所が関わった作品でもあり、参加スタッフも同作を踏襲しているが、キャラクターデザインを担当した大貫健一は『戦国奇譚妖刀伝』第三巻「炎情の章」とのスケジュールの関係から、本作では原画を担当するに留まり、作画監督はメカニックデザインを担当したつるやまおさむが担当している。
監督・脚本を担当した山崎理には、代理店の経営悪化から制作費が3か月以上入らず、途中で一度制作を断念しかけるもやりくりして完成させた旨が述懐されている。

## ストーリー
ラッツ探偵局に所属する当麻順平と山咲恵子、そして順平の妹当麻久美子の3人は、同じくラッツ探偵局のメンバーである名枯山明のバンドコンサートを見るために新宿のライブハウスに来ていた。しかし、そこで突然観客の男性が血を流して倒れてしまった。救助を試みた順平にその男性はフロッピーディスクを渡し、死んでしまう。男性の体内から2発の弾丸が発見されたことから、警察は殺人事件と断定して特別捜査本部を設置し、それと並行してラッツ探偵局も事件の調査を開始する。
調査の結果、死亡した男性は5年前に失踪した東亜工業大学の佐伯真一教授で、失踪直前に大手軍需メーカーの四ッ星重工から接触を受けていたことが判明した。事件に四ッ星重工が関与していると睨んだ順平は四ッ星重工の周辺を調べるが、その最中に四ッ星重工の武装ヘリの攻撃を受け重傷を負ってしまう。更に、妹の久美子が四ッ星重工によって誘拐されてしまった。フロッピーディスクとの引き渡しを要求された明と恵子は、久美子を助けるために取引場所へと向かい、四ッ星重工の社員たちを一網打尽にする。社員たちから久美子の居場所を聞き出した2人は、顔馴染みの坂本刑事に協力を頼み、先行して四ッ星重工の研究所に潜入する。そして、久美子が誘拐されたことを知った順平も研究所へと急行する。
研究所に潜入した明は、そこで四ッ星重工が開発していた新型陸上歩行兵器「童留3号」の攻撃を受ける。実は、フロッピーディスクの中身は「童留3号」の脚部制御に必要なデータであったのだ。追い詰められた明だったが、間一髪で「童留3号」の操作ケーブルを切断することに成功するが、そのために「童留3号」の第二エンジンである原子炉が暴走を始めてしまった。久美子を救出し脱出を図る明だったが、そこに暴走した「童留3号」が迫ってくる。追い詰められた明の許に順平が到着し、明と久美子を逃がすために「童留3号」に立ち向かう。何とか「童留3号」の破壊に成功したものの、その直後に「童留3号」が爆発し、研究所は炎に包まれてしまう。順平の身を案じる明たちだったが、順平は間一髪で脱出に成功し、皆の前に姿を現し再会を喜んだ。
この騒動をきっかけに、四ッ星重工が行っていた「童留3号」開発に絡む汚職、久美子誘拐、そして佐伯教授殺害の罪が暴かれることになる。

## 登場人物
当麻 順平（とうま じゅんぺい）
湘南総合大学の学生で、ラッツ探偵局のメンバー。義理堅い熱血漢。
死ぬ間際、自分にフロッピーディスクを託してくれた佐伯教授への義理を果たすため事件の調査に当たるが、その直後に四ッ星重工からの襲撃を受け重傷を負ってしまう。搬送先の病院で久美子が誘拐されたことを知り、病院を脱走して四ッ星重工の研究所へと向かう。研究所では明と久美子を逃がすため「童留3号」に戦いを挑み、これを撃破する。直後に研究所の爆発に巻き込まれるが、間一髪で脱出に成功する。
名枯山 明（ながれやま あきら）
湘南総合大学の学生で、ラッツ探偵局のメンバー。メンバーの中では頭脳派だが、四ッ星重工の社員たちを1人で倒してしまうなど、身体能力も非常に高い。
事件に深入りしようとする順平を引き止めようとするが、結局は順平と共に事件に巻き込まれてしまう。久美子を助けるため四ッ星重工の研究所に潜入するが、「童留3号」の襲撃を受ける。「童留3号」を制御不能に追い込み、久美子と共に研究所を脱出する。
山咲 恵子（やまさき けいこ）
湘南総合大学の学生で、ラッツ探偵局のメンバー。大財閥・山咲コンツェルンの会長令嬢。
順平や明を情報面でサポートする。また、調査に必要な道具を会社から調達してくることもある。
当麻 久美子（とうま くみこ）
湘南総合大学の学生で、ラッツ探偵局のメンバー。順平の妹で、子供っぽい性格をしている。
四ッ星重工の社員から順平を守ろうとして誘拐されてしまうが、明によって助け出される。
坂本 宗一（さかもと そういち）
刑事。順平たちの顔馴染み。上層部からの圧力が掛かっても犯罪を取り締まろうとする熱血漢であるが、そのために上司や同僚からは煙たがられている。
恵子からの連絡を受けて、四ッ星重工の研究所に乗り込む。
名前の「宗一」は予告編のみの登場で、本編では名前は呼ばれない。
所長
四ッ星重工第三研究所の所長。「童留3号」を完成させるのに必要なフロッピーディスクの奪還に躍起になっており、そのためには手段を選ばない。警察やマスコミに圧力を掛け、事件の揉み消しを行っていた。
「童留3号」を使って明を殺そうとするが、逆に制御不能にされてしまい研究所を破壊されてしまう。
岡崎（おかざき）
所長の部下。「童留3号」の操作を担当するが、明によって制御不能にされてしまう。
浜田（はまだ）
代議士。四ッ星重工のパトロン。
フロッピーディスクの奪還に失敗した四ッ星重工を見限り、「童留3号」開発から手を引く。

## 声の出演
- 当麻順平 - 矢尾一樹
- 名枯山明 - 塩沢兼人
- 山咲恵子 - 平野文
- 当麻久美子 - 小森まなみ
- 坂本宗一 - 千葉繁
- 所長 - 筈見純
- 浜田代議士 - 森山周一郎
- 岡崎 - 大林隆介
- 倉田部長 - 有本欽隆
- 教授夫人 - 土井美加
- 楠本 - 西村智博
- アナウンサー - 堀内賢雄
- 女性教授 - 鷹森淑乃
- 小寺課長 - 青森伸
- 受付嬢 - 横田ひろみ
- 管制官 - 岡和男

## スタッフ
- 原作 - 南町奉行所
- 監督・脚本 - 山崎理
- キャラクターデザイン - 大貫健一
- 作画監督、メカニックデザイン - つるやまおさむ
- 美術監督 - 山口俊和
- 美術設定 - 中村光毅
- 撮影監督 - 菅谷信行
- 音楽監督 - 本田保則
- 色設定 - 中山久美子
- 特殊効果 - 阿部郷
- メカニックデザイン協力 - 大畑晃一
- 音響効果 - 今野康之
- 音響製作 - アーツプロダクション
- プロデューサー - 相原義彰、板倉富弥
- 製作 - ポリドール、M.T.V

## 主題歌
「風のセーラ」
作詞・作曲・歌 - 京本政樹 / 編曲 - 船山基紀